# Heterometrus ubicki
Heterometrus ubicki ist ein indischer Skorpion der Familie Scorpionidae.

## Beschreibung
Adulte Heterometrus ubicki haben eine Länge von 70 bis 90 Millimetern und eine rötlich braune bis schwarze Körperfärbung. Die Beine sind gelb und das Telson gelb bis rötlich gelb. Die Kämme des Kammorgans sind von gelber Farbe und haben bei männlichen Tieren 15 bis 19 Zähne, bei weiblichen 14 bis 17 Zähne. Bei den Männchen sind Femora, Patellen und die behaarten Chelae der Pedipalpen relativ länger als bei den Weibchen. Das Metasoma hat eine glatte Oberfläche und ist spärlich behaart. Das Genitaloperculum ist groß und bei den Weibchen ebenso breit oder geringfügig breiter als lang. Das Telson ist behaart und kugelförmig, mit einer Giftblase die länger als der Giftstachel ist. Auf den Beinen befinden sich einzeln stehende kurze und lange Setae.
Heterometrus ubicki ähnelt der Art Heterometrus thorellii, unterscheidet sich aber von dieser durch ihre gelb gefärbten Beine und den Bau der Patellen der Pedipalpen. Darüber hinaus überschneiden sich ihre Verbreitungsgebiete nicht, Heterometrus thorellii kommt nur in Myanmar vor, während Heterometrus ubicki nur in Südindien verbreitet ist.

## Verbreitung und Lebensraum
Die Terra typica von Heterometrus ubicki ist der Distrikt Karaikal im südindischen Unionsterritorium  Puducherry (früher Pondicherry). Der Distrikt Karaikal ist eine Enklave von 160 Quadratkilometern Fläche im Gebiet des Bundesstaates Tamil Nadu (10° 53′ 0″ N, 79° 50′ 0″ O). Im Rahmen einer Untersuchung der Arachnidenfauna am Ousteri-See, etwa zehn Kilometer nördlich von Puducherry, wurde die Art ebenfalls nachgewiesen (11° 59′ 0″ N, 79° 52′ 0″ O).

## Systematik

### Erstbeschreibung
Die Erstbeschreibung erfolgte durch František Kovařík im Rahmen seiner 2004 veröffentlichten Revision der Gattung Heterometrus.

### Typmaterial
Der Holotyp ist ein 89 Millimeter langes adultes männliches Tier, der Allotyp ist ein adultes Weibchen von 77 mm Länge, die beide im Jahr 2003 aufgesammelt wurden. Es wurden zahlreiche Paratypen festgelegt, 18 adulte männliche und 31 adulte weibliche Tiere, zwei subadulte Skorpione und vier Jungtiere. Das Typusmaterial befindet sich überwiegend in der Sammlung von František Kovařík in Prag. Von den Paratypen befinden sich ein Männchen, 14 Weibchen und drei Jungtiere in der Sammlung der California Academy of Sciences in San Francisco. Während die Typexemplare Kovaříks alle zwischen 2002 und 2004 gesammelt wurden, stammen die Sammlungsexemplare der California Academy of Sciences aus den Jahren 1954 bis 1964. Das gesamte Material stammt vom Typfundort.

### Etymologie
Der Artname ehrt Darrell Ubick, einen US-amerikanischen Arachnologen der California Academy of Sciences, in Anerkennung seiner Unterstützung der Arbeit Kovaříks.